# Sợi chỉ tử thần
Sợi chỉ tử thần (tiếng Hàn: S라인, tiếng Anh: S Line) là một series phim truyền hình trực tuyến Hàn Quốc thuộc thể loại chính kịch – giật gân pha lẫn với khoa học viễn tưởng do Ahn Joo-young làm đạo diễn kiêm biên kịch, được chuyển thể từ webtoon gốc cùng tên của tác giả kkomabi. Phim được phát hành trên nền tảng Wavve từ ngày 11 đến ngày 25 tháng 7 năm 2025 và có sự tham gia diễn xuất của Lee Soo-hyuk, Lee Da-hee, và Arin. Bộ phim cũng đã được mời tham dự tranh giải tại mùa thứ 8 của giải thưởng Canneseries.

## Nội dung
Bối cảnh diễn ra ở một nơi mà những quá khứ tình dục của mỗi người sẽ được hiển thị thông qua một sợi chỉ đỏ có tên là S-Line. Chúng sẽ phát sáng trên đầu, đồng thời sẽ nối họ với những người mà trước đó đã từng có quan hệ thân mật với nhau. Trong đó, một thám tử, một giáo viên bí ẩn và một cô gái bẩm sinh có khả năng nhìn thấy được các sợi chỉ đỏ này. Từ đó, họ liên tục bị cuốn vào hàng loạt sự kiện rùng rợn.

## Diễn viên

### Diễn viên chính
- Lee Soo-hyuk trong vai Han Ji-wook:
Một chàng thám tử điển trai, phóng khoáng được giao điều tra về một cái chết kỳ lạ có liên quan đến sợi chỉ đỏ “S Line”. Khi đeo chiếc kính đặc biệt vào, anh sửng sốt khi phát hiện hàng chục sợi chỉ đỏ đang chằng chịt trên đầu mình. Vì thế, anh quyết tâm vạch trần sự thật đằng sau hiện tượng này.[5]
- Arin trong vai Shin Hyun-heup:
 Một cô gái sở hữu năng lực bẩm sinh từ khi sinh ra là nhìn thấy được sợi chỉ đỏ "S Line", một thứ mà mắt thường không thể nhìn thấy được.[6]
- Lee Da-hee trong vai Lee Gyu-jin:
 Một giáo viên trung học được biết đến với vẻ ngoài trầm tĩnh, nhưng đôi khi lại có những hành vi và biểu cảm gây khó hiểu và kỳ lạ.[7]

### Diễn viên phụ
- Jang Sun trong vai mẹ Hyun-heup:
 Cô nhận ra mối quan hệ vụng trộm giữa chồng và chị gái sau khi vô tình nhìn thấy được những bức tranh có những sợi chỉ đỏ "S Line" do con gái mình vẽ.
- Kim Dong-young trong vai Oh Dong-sik: Trợ lý kiêm đàn em của Ji-wook.[8]
- Lee Eun-saem trong vai Kang Seon-ah: Cháu gái của Ji-wook và là bạn cùng lớp của Hyun-heup.[9]
- Lee Kwang-hee trong vai Joon-seon
- Oh Woo-ri trong vai Lee Kyung-jin
- Lee Han-joo trong vai Yoon Ji-na
- Nam Kyu-hee trong vai Kim Hye-young
- Kim So-young trong vai Choi I-seo
- Park Sung-il trong vai Bang Seong-jin
- Woo Ji-hyun trong vai Jung-woo
- Lee Ka-seop trong vai Oh Jung-min
- Park Ye-ni trong vai Hee-won

## Đón nhận

### Giải thưởng
| Năm  | Giải thưởng | Hạng mục   | Đề cử      | Kết quả   | Nguồn |
| ---- | ----------- | ---------- | ---------- | --------- | ----- |
| 2025 | Canneseries | Best Music | Lee Jun-oh | Đoạt giải |       |